# Fininho (futebolista, 1983)
Vinícius Aparecido Pereira de Santana Campos, mais conhecido como Fininho (São Paulo, 3 de novembro de 1983), é um ex-futebolista brasileiro que atuava como lateral-esquerdo.
Recebeu o apelido quando atuava na categoria infantil do Corinthians.

## Carreira
Começou a carreira no Corinthians em 2003, quando foi apontado pelos treinadores como um lateral-esquerdo de muito futuro por sua técnica apurada e características semelhantes a Kléber, então titular absoluto do time de Parque São Jorge. Na segunda metade de 2003, após a transferência de Kléber, foi alçado ao time titular ainda pelo técnico Geninho. No início suas aparições foram muito boas, mas a má fase do time no Brasileirão daquele ano fez com que seu futebol decaísse.
Esteve no time campeão da Copa São Paulo de Futebol Júnior de 2004, que tinha no elenco outras revelações como Bobô, Jô e Rosinei.
A gota d'água para a continuidade de sua carreira promissora no Corinthians veio em 2005, em um jogo contra o Sampaio Corrêa, jogo vencido pelo Corinthians por 3–0, quando ao ser vaiado pela torcida corintiana e ser substituído, acenou com o dedo médio em direção às tribunas do Pacaembu. O gesto de fúria do garoto gerou muitos comentários e discussões em programas esportivos e causou a ira da torcida com o então garoto de 19 anos. Fininho não segurou a pressão e a partir daí não conseguiu retomar sua carreira no Timão. Depois desse episódio, Fininho vestiu a camisa corintiana em apenas mais três oportunidades.
Depois foi emprestado a outros clubes brasileiros, incluindo o Vitória, o Juventude e até o próprio Figueirense até ser negociado com o Lokomotiv Moscou.
Após não se adaptar ao clube russo, foi emprestado ao Sport em agosto de 2009, onde fez rápida passagem no clube pernambucano e logo foi novamente negociado, desta vez para o Metalist Kharkiv da Ucrânia em 2010.
Por três anos seguidos, terminou em terceiro lugar no Campeonato Ucraniano. Aos 29 anos, encerrou a carreira em 2013 por problemas no joelho. Seis meses depois, em depressão pela aposentadoria, Fininho sofreu com problemas cardíacos.
No início de 2016, foi anunciado pelo SC Atibaia como novo diretor de futebol do clube.

## Títulos
Corinthians
- Campeonato Brasileiro: 2005

Figueirense
- Campeonato Catarinense: 2006

Lokomotiv Moscou
- Copa da Rússia: 2006–07